# The Missing
The Missing è un film del 2003 diretto da Ron Howard.

## Trama
Nuovo Messico, 1885. Maggie deve lavorare sodo per mantenere le sue due figlie, l'adolescente Lilly e la piccola Dot. Si guadagna da vivere facendo la "guaritrice". Infatti, con le due figlie e l'aiuto di due uomini, oltre a portare avanti il ranch conduce una sorta di infermeria/pronto soccorso che ha una certa notorietà nella zona. Un giorno si presenta bisognoso di cure un uomo dai curiosi atteggiamenti e abiti indiani. Si tratta di Jones, il padre della donna, tornato a casa dopo anni trascorsi non si sa bene dove e come. Maggie, che da piccola ha sofferto per essere stata abbandonata da lui, lo respinge, e dopo averlo curato lo manda via.
Subito dopo, mentre erano in viaggio per andare in città, vengono uccisi il suo compagno, l'altro uomo e rapita la figlia maggiore Lilly. La piccola Dot è l'unica testimone, mentre Maggie non perde tempo e va a cercare aiuto in città. Qui scopre che è l'esercito ad occuparsi di questa banda che ha già mietuto altre vittime. In città c'è anche suo padre, che ha passato la notte in prigione per ubriachezza, e che ora sembra l'unico al quale lei possa chiedere aiuto. Lui si offre di aiutarla e le spiega che un gruppo di sbandati dell'esercito, compresi alcuni indiani, con a capo una sorta di stregone indiano, un brujo, rapiscono giovani ragazze, seminando morte e terrore, per poi rivenderle in Messico come prostitute. Dunque, mentre l'esercito ha ben altre cose a cui pensare, raggiungere e liberare Lilly sarà cosa durissima, specie dovendo viaggiare con una bambina, la determinatissima Dot, che Maggie decide di portare con sé ovunque.
Con l'aiuto di alcuni indiani Chiricahua, Jones raggiunge la banda ma fallisce i due primi tentativi di liberare Lilly e le altre sette ragazze prigioniere. Durante il primo tentativo, Maggie perde una spazzola per capelli che il brujo userà in un rituale per infliggerle delle sofferenze, ma il rituale viene contrastato dalle preghiere indiane di Jones e dei due Chiricahua e dalla lettura della Bibbia fatta dalla piccola Dot. Ma al terzo tentativo, spinto dalla ferma volontà della figlia, sacrificando la sua stessa vita, uccide il malvagio stregone indiano dando via libera a sua nipote e alle altre ragazze.

## Accoglienza
Il film ha avuto un'accoglienza tiepida, sia dalla critica che dal pubblico. Commercialmente il film è risultato un flop, incassando complessivamente 38,4 milioni di dollari, a fronte di un investimento di 60 milioni.